# Jean-Pierre Sallat
Jean-Pierre Sallat, né le 21 avril 1955 à Saintes, est un footballeur français qui évoluait au poste d'attaquant du milieu des années 1970 au milieu des années 1980.

## Biographie
Jean-Pierre Sallat effectue sa carrière de footballeur aux deuxième et troisième niveaux du football français, dans sept clubs différents, disputant 276 matches de championnat pour 51 buts marqués.
En 1986, il devient golfeur professionnel et ainsi l'un des rares sportifs à avoir été professionnel dans deux sports différents. Il joue essentiellement sur le circuit national français, où il gagne un tournoi, et le circuit européen mineur Alps Tour. Il participe à trois tournois du Tour européen PGA en 1990, 1993 et 2007, sans jamais passer le cut, et onze tournois du Challenge Tour (dont l'Open de Saint-Omer 2007 jumelé avec le Tour européen) entre 2000 et 2009, passant deux fois le cut pour un total de gains de 1 281 €. À partir de 2005, il participe à l'European Senior Tour (en) réservé au plus de 50 ans, jouant 17 puis 14 tournois ses deux premières saisons, puis de 2 à 12 tournois par an jusqu'en 2018 pour des gains totaux de plus de 265 000 €, mais aucun podium.

## Statistiques
Le tableau ci-dessous résume les statistiques en matches officiels de Jean-Pierre Sallat durant sa carrière de joueur.
| Saison                | Club                       | Championnat           | Championnat | Championnat | Coupe(s) nationale(s) | Coupe(s) nationale(s) | Total | Total |
| Saison                | Club                       | Division              | M.          | B.          | M.                    | B.                    | M.    | B.    |
| 1975-1976             | ES Saintes                 | 3                     | 23          | 9           |                       |                       | 23    | 9     |
| Sous-total            | Sous-total                 | Sous-total            | 23          | 9           | 0                     | 0                     | 23    | 9     |
| 1976-1977             | ES La Rochelle             | 3                     | 23          | 6           | 1                     | 0                     | 24    | 6     |
| Sous-total            | Sous-total                 | Sous-total            | 23          | 6           | 1                     | 0                     | 24    | 6     |
| 1977-1978             | Girondins de Bordeaux rés. | 3                     | 23          | 8           | 0                     | 0                     | 23    | 8     |
| Sous-total            | Sous-total                 | Sous-total            | 23          | 8           | 0                     | 0                     | 23    | 8     |
| 1978-1979             | Limoges FC                 | 2                     | 33          | 9           |                       |                       | 33    | 9     |
| 1979-1980             | Limoges FC                 | 2                     | 33          | 3           | 1                     | 0                     | 34    | 3     |
| Sous-total            | Sous-total                 | Sous-total            | 66          | 12          | 1                     | 0                     | 67    | 12    |
| 1980-1981             | Le Havre AC                | 2                     | 19          | 3           |                       |                       | 19    | 3     |
| Sous-total            | Sous-total                 | Sous-total            | 19          | 3           | 0                     | 0                     | 19    | 3     |
| 1981-1982             | SC Amiens                  | 3                     | 29          | 3           |                       |                       | 29    | 3     |
| 1982-1983             | SC Amiens                  | 3                     | 25          | 3           |                       |                       | 25    | 3     |
| 1983-1984             | SC Amiens                  | 3                     | 27          | 10          | 1                     | 0                     | 28    | 10    |
| Sous-total            | Sous-total                 | Sous-total            | 81          | 16          | 1                     | 0                     | 82    | 16    |
| 1984-1985             | Stade quimpérois           | 2                     | 19          | 2           |                       |                       | 19    | 2     |
| 1985-1986             | Stade quimpérois           | 2                     | 22          | 4           |                       |                       | 22    | 4     |
| Sous-total            | Sous-total                 | Sous-total            | 41          | 6           | 0                     | 0                     | 41    | 6     |
| Total sur la carrière | Total sur la carrière      | Total sur la carrière | 276         | 51          | 3                     | 0                     | 279   | 51    |